# Sparkle (musikalbum)
Sparkle är det självbetitlade debutalbumet av den amerikanska R&B-sångerskan Sparkle, utgivet den 19 maj 1998 via Interscope Records. Albumet komponerades helt av sångerskans mentor R. Kelly.
Sparkle blev en smash-hit på USA:s musiklistor och klättrade till en 3:e plats på USA:s Billboard 200 och tog sig till en andra plats på R&B-albumlistan Billboard Top R&B/Hip-Hop Albums. Albumet fortsatte att sälja bra och certifierades med guldstatus den 7 december 2000. Skivans framgångar berodde delvis på dess ledande singel "Be Careful" som blev en radiohit och klättrade till förstaplatsen på Billboards Hot R&B/Hip-Hop Airplay. Utöver "Be Careful" släpptes "Time to Move On" och "Lovin' You" som singlar men dessa misslyckades att ta sig in på någon singellista.
Sångerskans debutalbum är hennes bäst listpresterande musikalbum hittills[när?] i karriären då uppföljaren Told You So misslyckades att matcha likartade framgångar. 

## Innehållsförteckning
| Nr  | Titel                                      |      |
| --- | ------------------------------------------ | ---- |
| 1.  | "Good Life" (Featuring Cam'ron and Nature) | 3:46 |
| 2.  | "Time to Move On"                          | 4:03 |
| 3.  | "Lean on Me"                               | 4:22 |
| 4.  | "I'm Gone"                                 | 5:14 |
| 5.  | "Turn Away"                                | 4:43 |
| 6.  | "What About"                               | 4:47 |
| 7.  | "Be Careful" (Duett med R. Kelly)          | 5:17 |
| 8.  | "Nothing Can Compare"                      | 4:09 |
| 9.  | "Quiet Place"                              | 1:39 |
| 10. | "Lovin' You"                               | 4:08 |
| 11. | "Straight Up"                              | 4:46 |
| 12. | "Vegas"                                    | 4:08 |
| 13. | "No Greater"                               | 3:04 |
| 14. | "Play On"-                                 | 5:07 |
| 15. | "Plenty of Good Lovin"                     | 3:24 |

## Listor
| Lista (1998)                   | Topp Position |
| ------------------------------ | ------------- |
| Amerikanska Billboard 200      | 3             |
| Amerikanska R&B/Hip-Hop Albums | 2             |